# 박명운 (야구인)
박명운(1959년 7월 17일~)은 삼미 슈퍼스타즈, 청보 핀토스에서 뛰었던 전 야구선수다. 1983년 삼미 슈퍼스타즈에 1차 지명되어 등번호 24번을 받고 입단했으나 1985년 2경기 2타수 무안타의 기록만 남기고 은퇴했다.

## 출신 학교
- 인천고등학교
- 중앙대학교